# Championnat du Maroc de football 2009-2010
Navigation
Édition précédente Édition suivante
La saison 2009-2010 de la Botola est la 94e édition du Championnat du Maroc de football. Elle voit la victoire de Wydad AC qui remporte le 17e sacre de son histoire devant son dauphin le Raja CA.

## Les 16 clubs participants
Légende des couleurs
- Ligue des champions de la CAF 2010
- Ligue des champions de la CAF 2010
- Coupe de la confédération 2010
- Promu de Botola 2 2008-2009

| Club                         | Classement 2008-2009 | Entraîneur          | Stade                      | Capacité | Dernière montée |
| ---------------------------- | -------------------- | ------------------- | -------------------------- | -------- | --------------- |
| Raja CA                      | 1                    | José Romão          | Stade Mohamed V            | 80 000   | 1956            |
| Difaâ d'El Jadida            | 2                    | Mohamed Maarouf     | Stade El Abdi              | 10 000   | 2005            |
| FAR de Rabat                 | 3                    | Aziz El Amri        | Stade Moulay Abdallah      | 60 000   | 1959            |
| Wydad AC                     | 4                    | Fakhreddine Rajhi   | Stade Mohamed V            | 80 000   | 1942            |
| OC Khouribga                 | 5                    | Youssef Lamrini     | Stade du Phosphate         | 10 000   | 1995            |
| Moghreb de Tétouan           | 6                    | Mhamed Fakhir       | Stade Saniat Rmel          | 10 000   | 2005            |
| Maghreb de Fès               | 7                    | Abdelhadi Sektioui  | Complexe sportif de Fès    | 45 000   | 2006            |
| Association sportive de Salé | 8                    | Aziz El Khiyati     | Stade Boubker Ammar        | 10 000   | 2008            |
| Hassania d'Agadir            | 9                    | Jean-François Jodar | Stade Al Inbiaate          | 10 000   | 1996            |
| Kawkab de Marrakech          | 10                   | Fathi Jamal         | Stade El Harti             | 20 000   | 2006            |
| Olympique de Safi            | 11                   | Laurent Koujir      | Stade El Massira           | 10 000   | 2004            |
| Jeunesse El Massira          | 12                   | Abdelkader Youmir   | Stade Laghdaf              | 20 000   | 1994            |
| Ittihad Khémisset            | 13                   | Aziz Kerkach        | Stade du 18 novembre       | 10 000   | 2000            |
| KAC de Kénitra               | 14                   | Oscar Fullone       | Stade Municipal de Kénitra | 15 000   | 2007            |
| FUS de Rabat                 | Botola 2 2008-09     | Hussein Amouta      | Stade du FUS               | 15 000   | 2009            |
| Wydad de Fès                 | Botola 2 2008-09     | Abderrahim Talib    | Complexe sportif de Fès    | 45 000   | 2009            |

## Classement
| Rang | Équipe                          | Pts | J  | G  | N  | P  | Bp | Bc | Diff |
| ---- | ------------------------------- | --- | -- | -- | -- | -- | -- | -- | ---- |
| 1    | Wydad AC                        | 54  | 30 | 15 | 9  | 6  | 36 | 22 | +14  |
| 2    | Raja CA T                       | 52  | 30 | 14 | 10 | 6  | 39 | 26 | +13  |
| 3    | Difaâ d'El Jadida V             | 50  | 30 | 12 | 14 | 4  | 30 | 17 | +13  |
| 4    | Kawkab de Marrakech             | 44  | 30 | 10 | 14 | 6  | 27 | 19 | +8   |
| 5    | Olympique Club de Khouribga     | 43  | 30 | 11 | 10 | 9  | 30 | 26 | +4   |
| 6    | Hassania d'Agadir               | 41  | 30 | 10 | 11 | 9  | 33 | 31 | +2   |
| 7    | FAR de Rabat                    | 40  | 30 | 10 | 10 | 10 | 21 | 20 | +1   |
| 8    | Maghreb de Fès                  | 39  | 30 | 9  | 12 | 9  | 29 | 26 | +3   |
| 9    | KAC de Kénitra                  | 38  | 30 | 10 | 8  | 12 | 28 | 30 | -2   |
| 10   | Moghreb de Tétouan              | 36  | 30 | 7  | 15 | 8  | 18 | 18 | 0    |
| 11   | Wydad de Fès P                  | 36  | 30 | 9  | 9  | 12 | 33 | 41 | -8   |
| 12   | FUS de Rabat P CdT              | 36  | 30 | 9  | 9  | 12 | 24 | 30 | -6   |
| 13   | Jeunesse sportive El Massira    | 34  | 30 | 8  | 10 | 12 | 26 | 33 | -7   |
| 14   | Olympique de Safi               | 33  | 30 | 8  | 9  | 13 | 29 | 37 | -8   |
| 15   | Ittihad Zemmouri de Khémisset ↓ | 33  | 30 | 7  | 12 | 11 | 15 | 22 | -7   |
| 16   | Association sportive de Salé ↓  | 24  | 30 | 4  | 12 | 14 | 15 | 35 | -20  |

Qualifications africaines
- Ligue des champions de la CAF 2011
- Ligue des champions de la CAF 2011
- Coupe de la confédération 2011
- Coupe de la confédération 2011
- Relégation en Botola 2 2010-2011

Abréviations
T : Tenant du titre

V : Vice-champion

CdT : Vainqueur de la Coupe du Trône 2009-2010

P : Promus de Botola 2 2008-2009
- Le troisième du championnat et le vainqueur de la Coupe du Trône se qualifient pour la Coupe de la confédération 2011. Le FUS de Rabat étant vainqueur de la Coupe du Trône et tenant du titre de la Coupe de la confédération, cela libère une place supplémentaire dans cette compétition en 2011 qui est prise par le finaliste de la coupe du Trône qui est le Maghreb de Fès.

## Primes monétaires
Les primes monétaires de l'édition 2009/10 ont été distribuées aux clubs terminant dans les premières places, comme suit ;
| Classement            | Prime (en millions de MAD) |
| --------------------- | -------------------------- |
| 1. Wydad AC           | 2,1                        |
| 2. Raja de Casablanca | 1,8                        |
| 3. Difaâ d'El Jadida  | 1,6                        |

## Meilleurs buteurs
| Place | Joueur                                 | Pays                      | Club                              | Buts |
| ----- | -------------------------------------- | ------------------------- | --------------------------------- | ---- |
| 1     | Omar Hassi                             | Maroc                     | Wydad de fès                      | 12   |
| 2     | Omar Najdi                             | Maroc                     | Raja de Casablanca                | 11   |
| 3     | Lys Mouithys Yassine Salhi             | République du Congo Maroc | Wydad AC Raja de Casablanca       | 10   |
| 4     | Pape Latyr Ndiaye Gerard Bi Goua Gohou | Sénégal Côte d'Ivoire     | Difaa El Jadida Hassania Agadir   | 9    |
| 5     | Mouhssine Moutouali Samir Sarsar       | Maroc                     | Raja de Casablanca Maghreb de Fès | 7    |

## Sponsors des clubs
| Club                  | Équipementier | Principaux sponsors |
| --------------------- | ------------- | --- |
| Difaâ d'El Jadida     | Nike          | Groupe OCP , Prodec , Fitco , Wafasalaf, Hyundai |
| AS Salé               | Adidas        | Redal |
| FAR de Rabat          | Uhlsport      | Association sportive des FAR |
| FUS de Rabat          | Hunga         | Crédit agricole, ONCF, CGI, Marjane, Sama Dubai, SNTL, Royal Ranches |
| Hassania d'Agadir     | Joma          | Afriquia Gaz, Coca-Cola , Lousra, Hotel Argana, ONP |
| Ittihad Khémisset     | Nike          | |
| Jeunesse d'El Massira | Joma          | Atlas, Vision |
| KAC de Kénitra        | Sarson Sports | Koutoubia, Jet Sakane |
| Kawkab de Marrakech   | Nike          | Poste Maroc , KIA Motors, Dolidol , Coca-Cola, Kenzi Hotels , Aiguebelle , Hyundai , Super Sport, Menara Préfa |
| Maghreb de Fès        | Nike          | Ingelec , Coca-Cola, Hyundai , Super Sport , Tasty , Aiguebelle , Aza, Sidi Harazem |
| Moghreb de Tétouan    | Nike          | Goldvision , Coca-Cola, Hyundai , Super Sport |
| OC Khouribga          | Joma          | Groupe OCP |
| Olympique de Safi     | Joma          | Groupe OCP , Fitco , AGTT |
| Raja de Casablanca    | Lotto         | Siera, Marsa Maroc, Hyundai, Coca-Cola, Ingelec, Wafasalaf, Assabah, Gaumar,Aswat, SOS Villages d'Enfants, Aiguebelle, Western Union, Koutoubia, Transatlas Sport Management, Planet Sport, Yadéco, Sidi Ali, Al Boustane, Maroc Industrie, Tube et Profil, Makita |
| Wydad AC              | Nike          | Ingelec, KIA Motors, Coca-Cola, Hotel Ibis, Alliance Immobilier, Assabah, Super Sport, Wafasalaf, Newmerique, Siera, ESSO Lubrifiant, Wafaimmobilier, Mobilia, Lavazza, Petrom, Maroc telecom, Imobility                                                           |
| Wydad de Fès          | Lotto         | Nor'Dar |

## Bilan de la saison
| Championnat du Maroc de football 2009-2010                        |                              |
| Champion                                                          | Wydad AC (17e titre)         |
| Coupes et trophées                                                |                              |
| Vainqueur de la Coupe du Trône 2009-2010                          | FUS de Rabat                 |
| Qualifications continentales                                      |                              |
| Ligue des champions de la CAF 2011                                | Wydad AC V                   |
| Ligue des champions de la CAF 2011                                | Raja CA                      |
| Coupe de la confédération 2011                                    | FUS de Rabat                 |
| Coupe de la confédération 2011                                    | Difaâ d'El Jadida            |
| Coupe de la confédération 2011                                    | Maghreb de Fès C             |
| Promotions et relégations                                         |                              |
| Promus en Championnat du Maroc de football                        | JS Kasba Tadla               |
| Promus en Championnat du Maroc de football                        | Chabab Rif Al Hoceima        |
| Relégués en Championnat du Maroc de football de deuxième division | Ittihad Khémisset            |
| Relégués en Championnat du Maroc de football de deuxième division | Association sportive de Salé |